# Festival international du film RiverRun
Le festival international du film RiverRun (RiverRun International Film Festival) est un festival régional annuel de films internationaux se déroulant chaque année depuis 1998 au mois de septembre. Après s'être tenu de 1998 à 2002 à Brevard, le festival est relocalisé en 2003 à Winston-Salem en Caroline du Nord.

## Historique
Le festival est créé en 1998 par Gennaro et Beth D'Onofrio dans le but de promouvoir les films indépendants américains de jeunes réalisateurs. Il doit son nom à la rivière French Broad située à Brevard où la manifestation se tenait originellement jusqu'en 2002. Après une année de suspension, l'ancien producteur de cinéma Dale Pollock (en), alors doyen de la « School of Filmmaking » de l'Université de Caroline du Nord, décide de transférer RiverRun à Winston-Salem et d'internationaliser le festival en ouvrant la compétition aux films étrangers.
Deux principales compétitions sont tenues : l'une pour les œuvres de fictions l'autre pour les films documentaires. Divers prix du jury sont décernés (meilleur film, meilleur réalisateur, meilleur acteur…) ainsi que des prix du public.

## Prix décernés
- Jury Awards
  - Meilleur film
  - Peter Brunette (en) Award du meilleur réalisateur
  - Meilleur acteur
  - Meilleure actrice
  - Meilleure photographie
  - Meilleur scénario
  - Special Jury Prize
  - Meilleur film documentaire
  - Meilleur réalisateur
  - Human Rights Award

- Audience Awards :
  - Meilleur film
  - Meilleur film documentaire
  - Meilleur film indépendant américain

- Autres prix :
  - Master of Cinema Award
  - Emerging Master Awards
  - Spark Awards

## Palmarès

### Films de fiction
- 1998 : The Legend of Cryin' Ryan de Deanna Shapiro et Julie St. Claire  États-Unis
- 1999 : Crashing Eden de Dean Alioto  États-Unis
- 2000 : Jacks or Better de Robert Sidney Mellette  États-Unis
- 2000 : The Magic of Marciano de Tony Barbieri (en)  États-Unis
- 2001 : Dischordde Mark Wilkinson  États-Unis
- 2001 : Morning de Ami Canaan Mann  États-Unis
- 2003 : The Truth... Yathharth de Rajesh Sheth  Inde
- 2004 : Dandelion (en) de Mark Milgard  États-Unis
- 2005 : Voces inocentes de Luis Mandoki  Mexique
- 2006 : Ta divna splitska no (en) de Arsen Anton Ostojić (en)  Croatie
- 2007 : For the Living and the Dead (en) de Kari Paljakka  Finlande
- 2008 : De l'autre côté (Auf der anderen Seite - Yaşamın Kıyısında) de Fatih Akın  Allemagne  Turquie
- 2009 : Les Trois Singes (Üç maymun) de Nuri Bilge Ceylan  Turquie  France  Allemagne
- 2010 : Katalin Varga de Peter Strickland  Roumanie  Royaume-Uni
- 2011 : Miel (Bal) de Semih Kaplanoğlu  Turquie  Allemagne
- 2012 : Historias: Les histoires n'existent que lorsque l'on s'en souvient de Júlia Murat  Argentine  Brésil

### Films documentaires
- 2001 : Company Jasmine de Yael Katzir et Dan Katzir  Israël
- 2003 : The Boys of Second Street Park de Ron Berger et Dan Klores  États-Unis
- 2004 : Long Gone de Jack Cahill et David Eberhardt  États-Unis
- 2005 : Parallel Lines de Nina Davenport  États-Unis
- 2006 : Taimagura Grandma de Yohihiko Sumikawa  Japon
- 2007 : The Rape of Europa de Richard Berge, Bonni Cohen et Nicole Newnham  États-Unis
- 2008 : Up the Yangtze de Yung Chang (en)  Canada
- 2009 : Unmistaken Child de Nati Baratz  Israël
- 2010 : Last Train Home de Lixin Fan (en)  Canada  Chine  Royaume-Uni
- 2011 : Armadillo de Janus Metz  Danemark
- 2012 : The Boy Who Was a King de Andrey Paounov (en)  Bulgarie  Allemagne

## Éditions

### 2013
Le 15e festival de RiverRun s'est déroulé du 12 au 21 avril 2013.
Jury Awards (Narrative Feature Competition) :
- Meilleur film : Dans la maison de François Ozon  France
- Meilleur réalisateur : William Vega pour La Sirga  Colombie
- Meilleur acteur : Aniello Arena dans Reality  Italie
- Meilleure actrice : Suzanne Clément dans Laurence Anyways  Canada
- Meilleure photographie : Sofia Oggioni pour La Sirga  Colombie
- Meilleur scénario : François Ozon pour Dans la maison  France
- Special Jury Prize : Aujourd'hui de Alain Gomis  France  Sénégal

Jury Awards (Documentary Feature Competition) :
- Meilleur film documentaire : I Am Breathing de Emma Davie et Morag McKinnon  Danemark
- Meilleur réalisateur : Ilian Metev pour Poslednata lineika na Sofia  Bulgarie
- Meilleure photographie : Sebastian Hofmann, Pedro González-Rubio et Fernanda Romandia pour Canícula  Mexique
- Special Jury Prize : Twenty Feet from Stardom de Morgan Neville  États-Unis
- Human Rights Award : A River Changes Course de Kalyanee Mam  Cambodge

Audience Awards :
- Meilleur film : Picture Day de Kate Melville  Canada
- Meilleur film documentaire : Rising from Ashes de T.C. Johnstone  Rwanda  États-Unis  Afrique du Sud
- Meilleur film indépendant américain : Remote Area Medical de Jeff Reichert et Farihah Zaman  États-Unis

Autres prix :
- Emerging Master Award : Jeff Nichols
- Spark Awards : Anna Margaret Hollyman, Terence Nance et Madeleine Martin

### 2014
Le 16e festival de RiverRun s'est déroulé du 4 au 13 avril 2014.
Jury Awards (Narrative Feature Competition) :
- Meilleur film : Ida de Pawel Pawlikowski  Pologne
- Meilleur réalisateur : Marcela Said pour The Summer of Flying Fish  Chili
- Meilleur acteur : Néstor Guzzini dans Tanta Agua  Uruguay
- Meilleure actrice : Agata Kulesza dans Ida  Pologne
- Meilleure photographie : Inti Briones pour The Summer of Flying Fish  Chili
- Meilleur scénario : Rebecca Lenkiewicz et Pawel Pawlikowski pour Ida  Pologne
- Special Jury Prize : Deux automnes trois hivers de Sébastien Betbeder  France

Jury Awards (Documentary Feature Competition) :
- Meilleur film documentaire : The Case Against 8 de Ben Cotner et Ryan White  États-Unis
- Meilleur réalisateur : Stephanie Spray et Pacho Velez pour Manakamana  Népal  États-Unis
- Human Rights Award : The Kill Team de Dan Krauss  États-Unis

Audience Awards :
- Meilleur film : Nightingale de Philippe Muyl  France  Chine
- Meilleur film documentaire : The Case Against 8 de Ben Cotner et Ryan White  États-Unis
- Meilleur film indépendant américain : Hank and Asha de James E. Duff  États-Unis

Autres prix :
- Master of Cinema Award : Kartemquin Films
- Emerging Master Awards : Debra Granik et Melanie Lynskey
- Spark Awards : Sophie Desmarais, Tye Sheridan et Tyler James Williams

### 2015
Le 17e festival de RiverRun se déroulera du 17 au 26 avril 2015.